# Annabel Romedenne
Annabel Romedenne (* 28. Juli 1972 in Lüttich) ist eine ehemalige belgische Squashspielerin.

## Karriere
Annabel Romedenne nahm mit der belgischen Nationalmannschaft 1998 und 2004 an der Weltmeisterschaft teil und stand mehrfach im Kader bei Europameisterschaften. Im Einzel spielte sie 2006, 2007 und 2009 im Hauptfeld der Europameisterschaft. Ihr bestes Resultat war dabei das Erreichen des Halbfinals 2006, in dem sie Jenny Duncalf in drei Sätzen unterlag. 2007 wurde sie belgische Meisterin.

## Erfolge
- Belgischer Meister: 2007